# Geraldo de Oliveira
Geraldo de Oliveira (nascido em 23 de novembro de 1919) foi um atleta brasileiro. Ele competiu nos Jogos Olímpicos de Verão de 1948 e nos Jogos Olímpicos de Verão de 1952.